# Corega
Corega — торговая марка средств по уходу за зубными протезами, принадлежащая компании GlaxoSmithKline. Во многих странах средства продаются под названием Polident, PoliGrip, Efferdent или SteerKleen.

## История
В 1930 году компания Block Drug из Джерси-Сити, штат Нью-Джерси, разработала зубной порошок Polident и клей для зубных протезов Poli-Grip специально для пожилых людей. Бренд Corega стал визитной карточкой успеха Block. В 1950-е годы реклама Block стала успешно распространяться в телесетях, что привело к созданию целого семейства продуктов под названием Polident.
К 1966 году компания Block тратила 10,5 миллионов долларов в год на продвижение средств Polident в условиях жёсткой конкуренции. Конкурирующая компания Warner-Lambert выпустила таблетки для чистки зубных протезов Efferdent, которые, как сообщается, дебютировали на Западном побережье.
К концу 1965 года таблетки Polident заняли 15% всего рынка очистителей зубных протезов. Общий объём рынка очистителей зубных протезов был увеличен на 25%.
В 2001 году компания GlaxoSmithKline приобрела бренд Polident за $1,24 млрд. В некоторых европейских странах средства стали продаваться под названием Corega.